# Chloë Annettová
Chloë Victoria Annettová (nepřechýleně Annett; * 25. července 1971 Londýn, Anglie) je britská herečka známá především rolí Kristiny Kochanské ve sci-fi sitcomu Červený trpaslík.
Vyrůstala ve filmové rodině, její otec Paul Annett je režisérem, podílel se na množství epizod mýdlové opery EastEnders, její matka Margo Annettová je herečkou, bratr Jamie rovněž režíroval některé epizody EastEnders. V 90. letech hrála Chloë Annettová v různých britských televizních filmech, v letech 1997–1999 se stala známou jako Kristina Kochanská v sedmé a osmé řadě seriálu Červený trpaslík. Tuto roli si zopakovala v třídílné minisérii Zpátky na Zemi v roce 2009.
Od roku 1996 je vdaná za Aleca McKinlayho, bývalého manažera skupiny Oasis.